# Claire Richards
Claire Richards, född 17 augusti 1977, är en engelsk sångare och dansare som är mest känd för sin medverkan i popgruppen Steps från 1997 tills Richards lämnade gruppen vilket resulterade i deras splittring år 2001.[källa behövs] Gruppen kom tillbaka i en comebackturné år 2011 då de också släppte ett greatest hits-album. Richards har också medverkat i som panelmedlem i talkshowen Loose Women på ITV.